# Эсквин (король Уэссекса)
Эсквин (др.-англ. Æscwine; погиб в 676) — король Уэссекса (674—676).

## Биография
Эсквин, сын и наследник умершего в 674 году Кенфуса, вероятно, был не единственным правителем Уэссекса в то время. Видимо, после смерти Кенвала в Уэссексе началась десятилетняя междоусобная война, когда Уэссексом одновременно правили несколько человек. Беда Достопочтенный называл их «царьками».
Эсквину удалось остановить нашествие мерсийцев на Уэссекс. В 675 году он разбил мерсийского короля Вульфхера при Биданхефорде. 
Однако вскоре после этого Эсквин стал жертвой междоусобиц, имевших место в Уэссексе в то время. Его преемником на престоле был Кентвин.